# Dionisio Txoperena
Dionisio Txoperena Altamira, llamado Dio (Goizueta, Navarra, 17 de noviembre de 1954 - California, 12 de septiembre de 2006), fue un pastor vasco afincado en Estados Unidos que se hizo conocido por una campaña publicitaria.
En 1973 emigró de su pueblo a Estados Unidos para trabajar como pastor de ovejas. Se afincó años más tarde, en 1980, en el pueblo californiano de Tomales donde tenía una pequeña granja de ganado junto con su primera mujer estadounidense. En 1999 fue elegido por una compañía publicitaria para convertirse en el rostro de una campaña que la compañía de telecomunicaciones AT&T iba a lanzar y que se centraría en la figura de un pastor de ovejas. Durante los dos años siguientes rodó 13 anuncios televisivos para AT&T que fueron emitidos a partir de la primavera de 2001. La campaña publicitaria tuvo gran repercusión convirtiéndose Txoperena en una figura popular en Estados Unidos donde era conocido como el pastor de AT&T. Su contrato con AT&T finalizó en diciembre de 2001. Con posterioridad fue protagonista de un documental sobre su vida titulado Txoperena, que se rodó para la ETB. Txoperena se convertiría en una de las personas más emblemáticas de la comunidad vasco-norteamericana y en símbolo de los pastores vascos emigrados a Estados Unidos.
Murió en septiembre de 2006 en California a los 51 años de edad poco antes de que su segunda mujer diera a luz gemelos.